# Berlin (Middelfart Kommune)
 For alternative betydninger, se Berlin (flertydig). (Se også artikler, som begynder med Berlin)
Berlin er en bebyggelse og vej i Harndrup Sogn, 2 km. øst for Harndrup på Nordvestfyn.
|  | Denne artikel om lokaliteten Berlin (Middelfart Kommune) kan blive bedre, hvis der indsættes et (bedre) billede. Du kan hjælpe ved at afsøge Wikimedia Commons for et passende billede eller lægge et op på Wikimedia Commons med en af de tilladte licenser og indsætte det i artiklen. |

55°27′48.39″N 10°2′49.26″Ø / 55.4634417°N 10.0470167°Ø